# Evangelická modlitebna (Prosetín)
Evangelická modlitebna v Prosetíně v okrese Žďár nad Sázavou je nejstarší evangelickou modlitebnou postavenou podle nařízení tolerančního patentu. Budova je památkově chráněna.

## Historie sboru
Tajní evangelíci v Prosetíně a okolí přečkali dobu protireformace. Ještě před vydáním tolerančního patentu sepsali petici žádající o povolení evangelického vyznání a prosetínský občan Řehoř Jakubec
se s ní vydal do Vídně k císaři Josefu II.

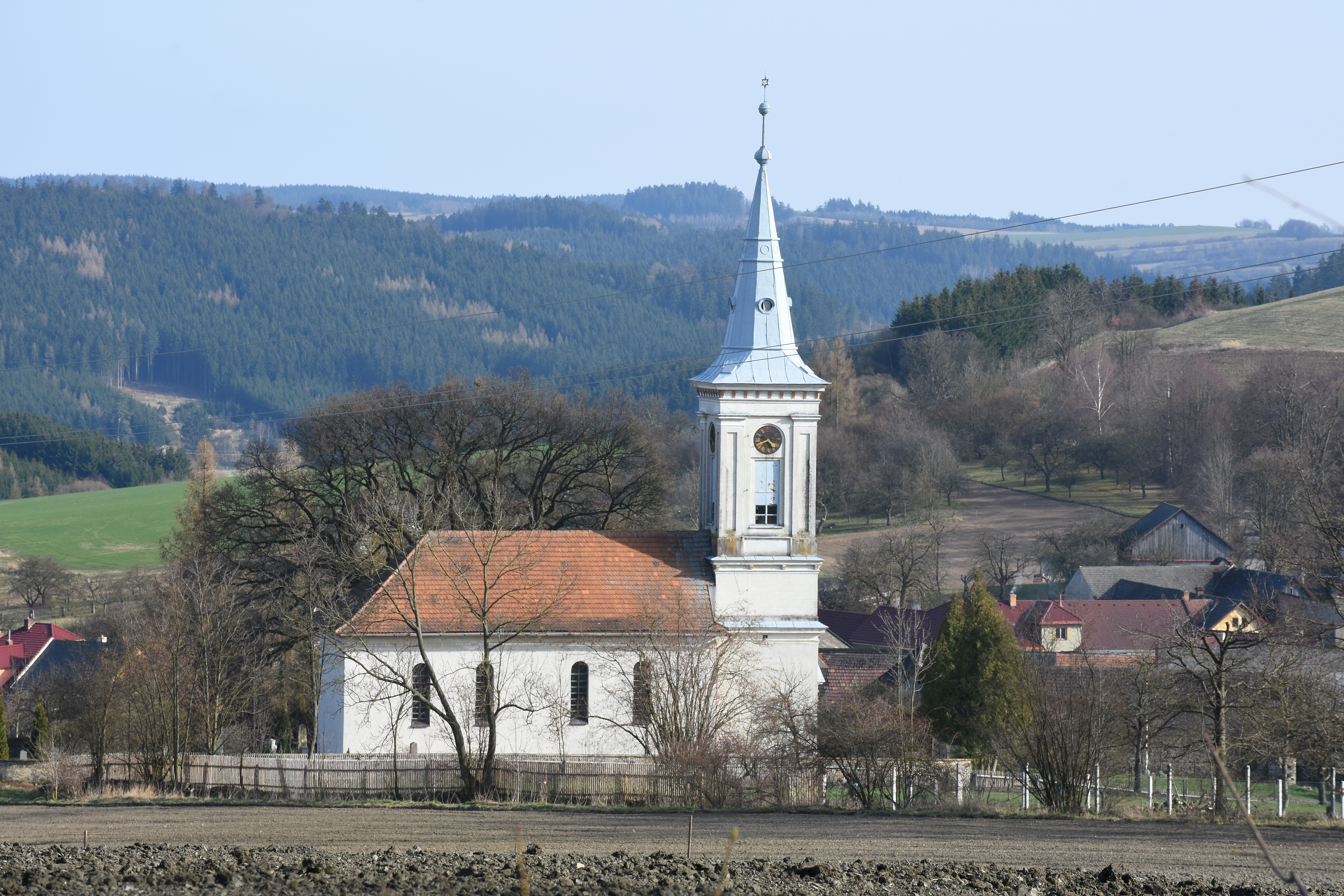
Evangelický kostel v Prosetíně

V obecní kronice je zachován zápis, že po vydání tolerančního patentu pronesl kazatel Martin Juren slavnostní řeč pod (dnes památným) dubem, k reformovanému vyznání se přihlásila celá obec. Reformovaný sbor byl založen v roce 1782, prvním pastorem byl Samuel Szallay v letech 1782–1786. Evangelický hřbitov byl založen zároveň s kostelem.
Součástí sboru byly později další ustavené sbory, tvořící předtím filiálku v Rovečném v roce 1813 a sbor v Olešnici, přifařený k původně k Rovečnému a osamostatněný v roce 1881.
Po vzniku Československa sbor v Prosetíně vstoupil do Českobratrské církve evangelické. Mnoho členů sboru pomáhalo během druhé světové války partyzánům a několik z nich zaplatilo životem.

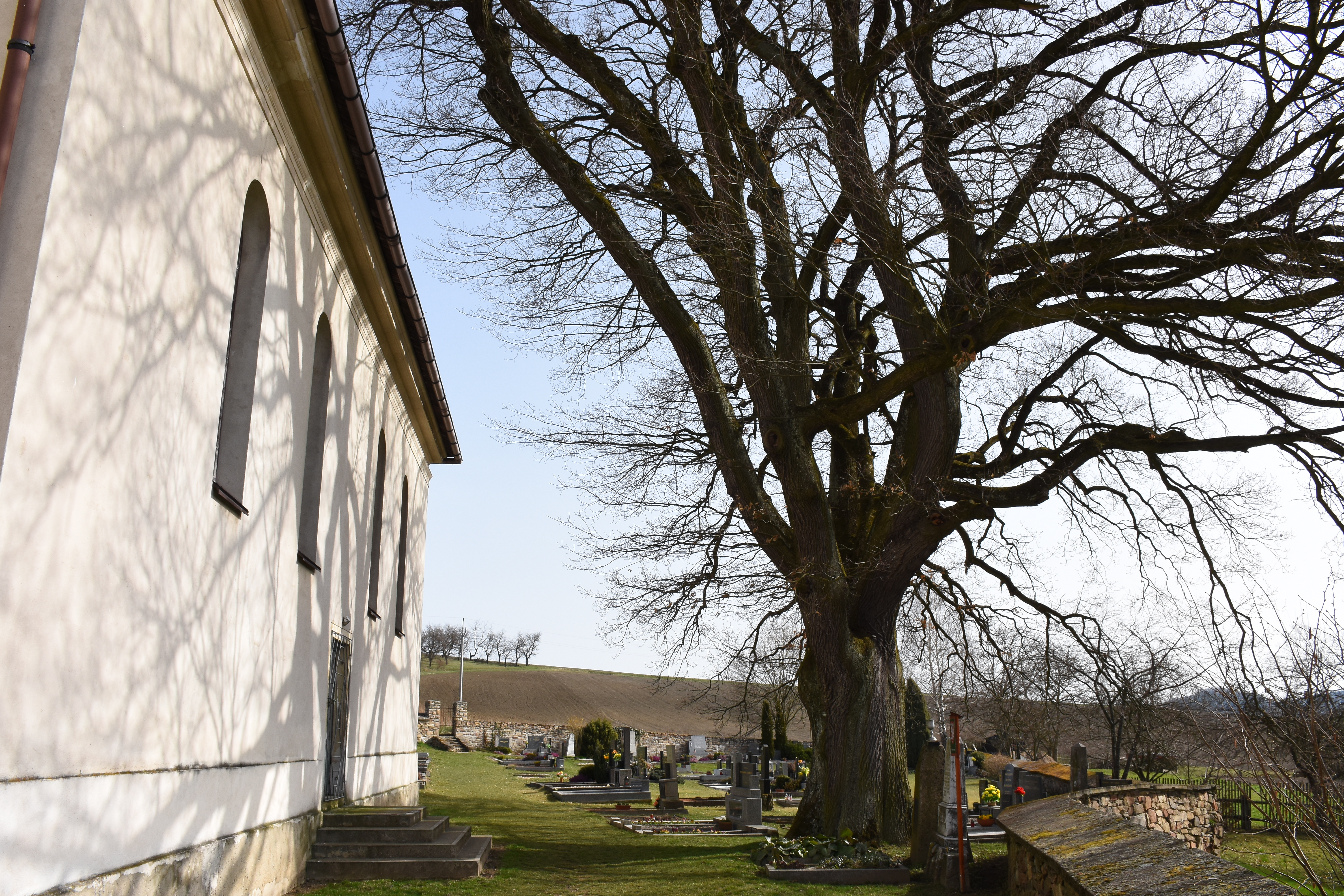
Památný dub u evangelického kostela

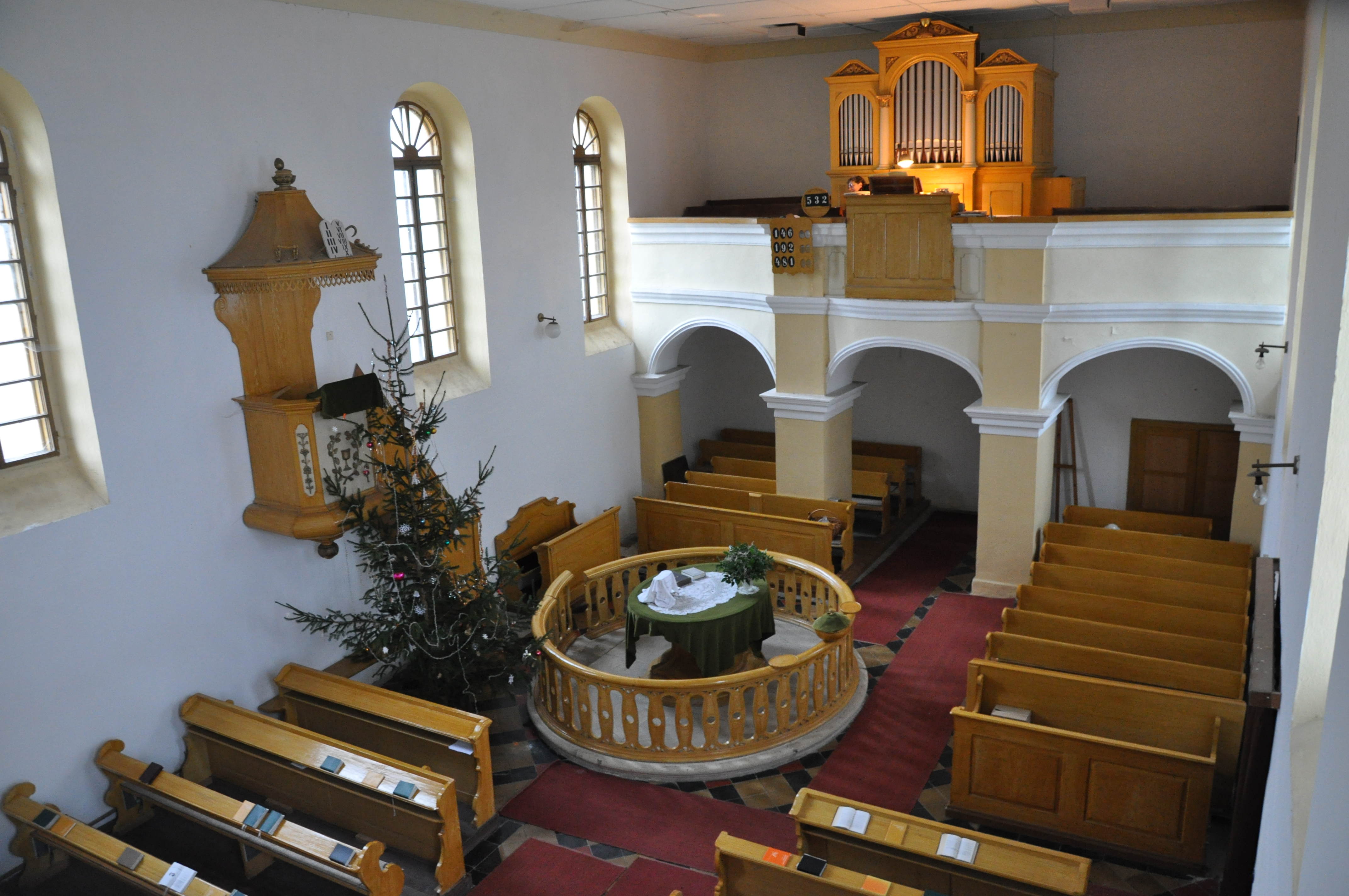
interiér kostela

## Architektura
Toleranční kostel byl postaven v roce 1792 během roku: stavba začala 10. března, první bohoslužba se konala 26. října. Opravován byl v roce 1847, v roce 1897 byla přistavena čtyřboká hranolová novorenesanční věž a současně byl upraven v místě věže nový vchod do modlitebny namísto původního na delší straně kostela. Budova byla opravována v padesátých letech 20. století, znovu v roce 1972.

## Interiér
V interiéru se zachovalo tradiční reformované uspořádání – stůl Páně s kulatou dřevěnou vyřezávanou ohrádkou je ve středu modlitebny obklopený ze tří stran lavicemi. V roce 1912 byly do kostela pořízeny varhany, a umístěny za zděnou kruchtou. Elektrické vytápění bylo pořízeno v osmdesátých letech 20. století. V roce 2000 b\l interiér kostela rekonstruován.

## Fara a škola
Fara byla postavena v roce 1784, v roce 1893 byla nahrazena novou postavenou stavitelem Janem Schierem z Nového Města na Moravě. Opravována byla během 20. století několikrát.
Evangelická škola byla zřízena v roce 1782, vyučovalo se v soukromých staveních, o povolení školu postavit požádal sbor v roce 1813, stavba se uskutečnila v letech 1817-1819. V roce 1873 byla škola prohlášena veřejnou, budova byla i nadále majetkem sboru, ačkoliv docházelo ke sporům. Místní evangelická škola pomáhat zakládat knihovny v okolních vesnicích.

## Památková hodnota
Nejstarší evangelická modlitebna postavená podle regulí tolerančního patentu Josefa II. je hodnotným dokladem historie protestantské církve v obci.